# Vryburg (Südafrika)
Vryburg [frɛĭbœrx] (afrikaans für „Freiburg“) ist eine Stadt im Distrikt Dr Ruth Segomotsi Mompati in der Provinz Nordwest in Südafrika. Die große Agrarstadt ist der Verwaltungssitz des Distrikts. Im Jahr 2011 hatte die Stadt 21.182 Einwohner.

## Geographie
Vryburg liegt auf einer Höhe von 1234 Metern über dem Meeresspiegel.
Die Stadt liegt in der Mitte zwischen Kimberley (der Hauptstadt der Provinz Nordkap) und Mahikeng (der Hauptstadt der Provinz Nordwest). Cecil Rhodes’ „Nördliche Eisenbahnlinie“, die in Kapstadt beginnt, führt durch Vryburg und verläuft weiter nordwärts in Richtung der Victoriafälle und darüber hinaus. Vryburg liegt ebenfalls an der Nationalstraße N14, die in der Provinz Gauteng beginnt und in Richtung Südwesten durch Vryburg, Kuruman und Upington bis nach Springbok im Nordwesten der Provinz verläuft. Die Nationalstraße verbindet Gauteng mit Namibia. Sie wird hier von der aus Richtung Kimberley kommenden und nach Botswana weiter führenden N18 gekreuzt.
Südlich der Stadt liegt das Township Huhudi (Tswana für „fließendes Wasser“). Das Tiger Kloof Educational Institute, eine Schule, wurde 1902 ebenfalls südlich von Vryburg eingerichtet. Die Steinkirche auf dem Schulgelände wurde zum Nationaldenkmal erklärt.

## Geschichte
Als die Burenrepublik Stellaland 1882 gegründet wurde, wurde Vryburg die Hauptstadt. Der erste und einzige Präsident der Republik war G. J. van Niekerk. 1885 eroberten die Briten die Stadt und gliederten das Gebiet in die Kronkolonie Britisch-Betschuanaland ein, das daraufhin im Jahr 1895 ein Teil der Kapkolonie wurde. Im Zweiten Burenkrieg errichteten die Briten ein Konzentrationslager in der Stadt, um die burischen Frauen und Kinder zu internieren. 1910 wurde die Kapkolonie zur Kapprovinz. Als 1994 die heutigen neun Provinzen festgelegt wurden, wurde Vryburg der Provinz Nordwest zugewiesen.

## Wirtschaft
Die Gegend um Vryburg ist Afrikas größter Rindfleisch-Lieferant. Vor allem Hereford-Rinder werden hier gehalten. Gelegentlich wird die Gegend „das Texas Südafrikas“ genannt. Mais und Erdnüsse sind weitere wichtige landwirtschaftliche Produkte im Distrikt.

## Städtepartnerschaften
Vryburg unterhält seit 1999 eine Städtepartnerschaft mit Assen in den Niederlanden.

## Persönlichkeiten
Söhne und Töchter der Stadt:
- Henry Kaltenbrunn (1897–1971), Radrennfahrer
- Bernard Mitton (1954–2017), Tennisspieler
- Thandi Modise (* 1959), Politikerin und Ministerpräsidentin der Provinz Nordwest
- Sally du Randt (* 1965), Opern-, Operetten-, Lied- und Konzertsängerin (Sopran)
- Shadrack Hoff (* 1973), Langstreckenläufer

Persönlichkeiten, die mit der Stadt verbunden sind:
- Arnold Theiler (1867–1936), Schweizer Tierarzt, der die weltbekannte Forschungseinrichtung für Veterinärmedizin in Onderstepoort bei Pretoria gründete; forschte in den frühen Jahren seiner Karriere auf der Farm Armoedsvlakte, die acht Kilometer westlich von Vryburg liegt. Das Theiler-Museum auf der Farm stellt einige seiner Ausrüstungsgegenstände aus.